# Кутицкий, Александр Олегович
Александр Олегович Кутицкий (род. 1 января 2002, Москва) — российский футболист, полузащитник московского «Динамо».

## Карьера
Уроженец Москвы. В академию «Динамо» попал в восемь лет. Первый тренер — Дмитрий Ивлев. Изначально выступал на позиции нападающего, признавался лучшим на турнирах, однако затем переквалифицировался в игрока оборонительного плана. 26 июня 2019 года подписал контракт с клубом
С сезона 2020/2021 — игрок второй команды «Динамо». 27 сентября 2020 года дебютировал за неё в поединке ФНЛ-2 против иркутского «Зенита». 29 апреля 2021 года забил свой первый гол в профессиональном футболе, поразив ворота «Читы». Всего за вторую команду провёл 16 игр, забил 1 мяч.
В январе 2021 впервые принял участие в тренировках с основной командой, будучи вызванным на сборы. Дебютировал в составе «Динамо» в поединке Кубка России против московского Спартака, выйдя на поле на замену на 82-й минуте вместо Сергея Паршивлюка. Матч закончился победой бело-голубых со счётом 2:0.
Сезон 2021/2022 начал в основной команде. 23 июля 2021 года дебютировал в чемпионате России в поединке первого тура против «Ростова», выйдя на поле на 75-й минуте и заменив Николу Моро.
В декабре 2022 года продлил контракт с клубом до июня 2026 года.

### Карьера в сборной
Выступал за молодёжную сборную России.

## Личная жизнь
Женат. Сын Фёдор (род. 2024).